# Moneta lunga lituana

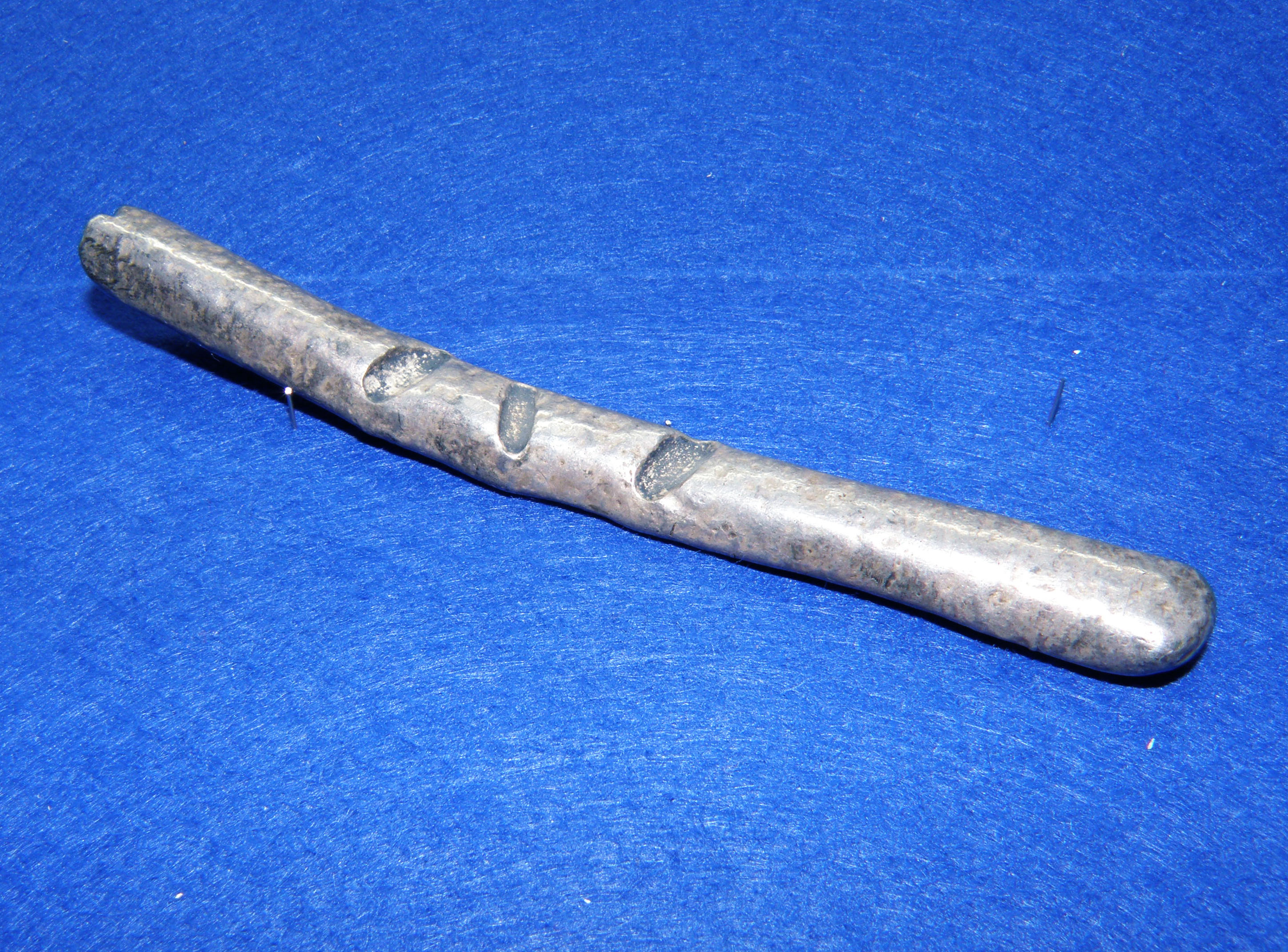
Esempio di una moneta lunga lituana con tre segni di taglio

La cosiddetta moneta lunga lituana (in lituano Lietuviškas ilgasis) fu un genere di valuta utilizzato dalle tribù baltiche e nell'antico Granducato di Lituania dal XII al XV secolo. Si trattava di una moneta merce  che aveva l'aspetto di lingotti ed era composta da argento. Il più delle volte si trattava di bastoncini semicircolari di circa 13 cm di lunghezza e il cui peso risultava compreso, nelle versioni più antiche, tra i 100 e i 110 g. In centri commerciali diverse dalla Lituania, in particolare la Rus' di Kiev e Velikij Novgorod, si sviluppò una versione locale di tali lingotti noti come grivna o grzywna. Le monete lunghe furono sostituiti dalle monete coniate da zecche secondo l'esempio dell'Europa occidentale nella metà del XV secolo.

## Classificazione

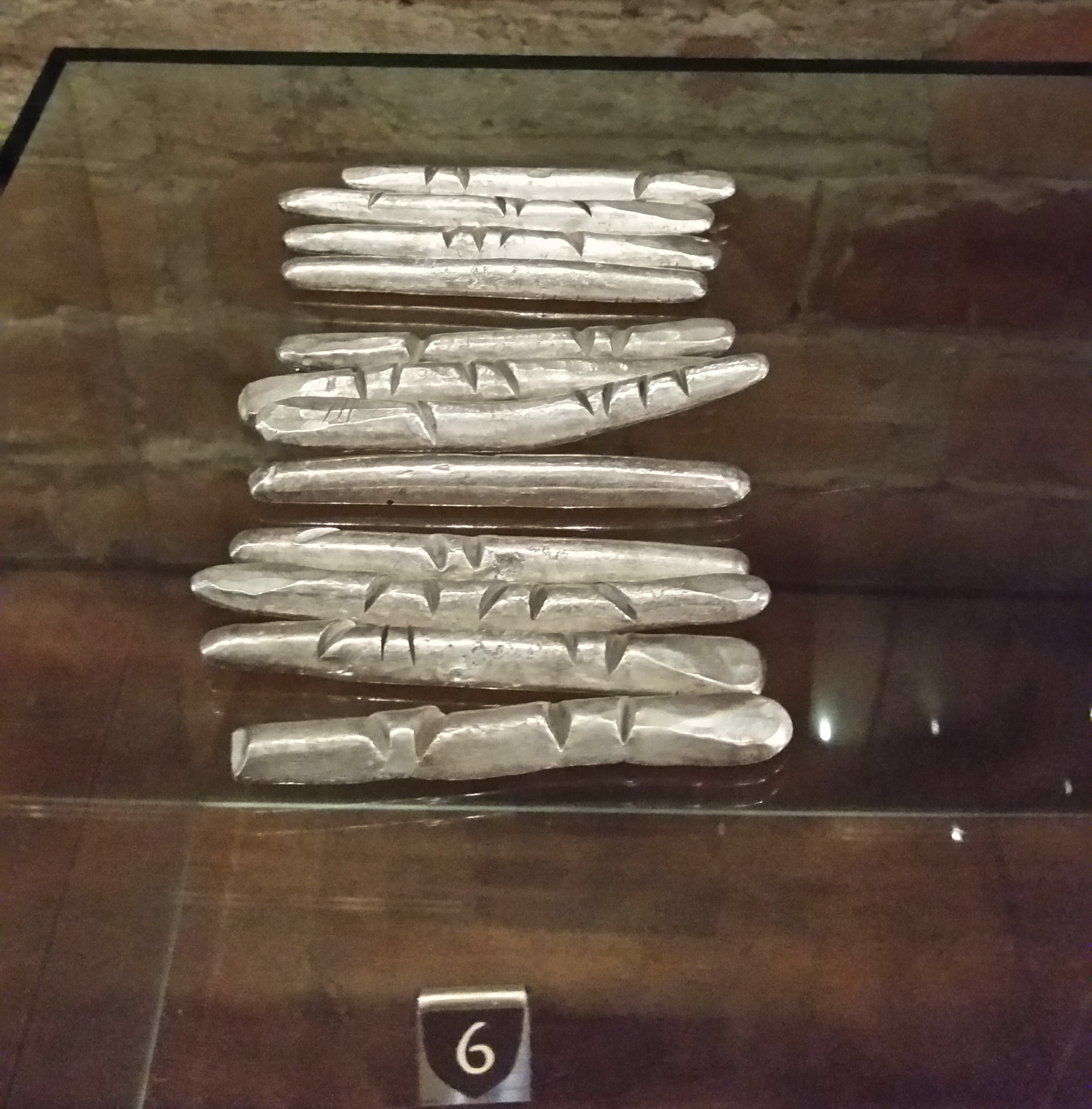
Moneta lunga lituana esposta al museo del castello di Trakai

Questo genere di moneta venne menzionato già da studiosi ottocenteschi quali il polacco Tadeusz Czacki (1800) e il lituano Simonas Daukantas (1845). Nel 1932, Povilas Karmaza pubblicò uno studio approfondito relativo a un tesoro portato alla luce a Ribiškės, oggi compresa nel comune di Vilnius, il quale comprendeva circa 400 pezzi di lingotti fusi semicircolari. L'autore li misurò, li pesò e li classificò, ma il lavoro si limitò a questo unico grosso insieme di campioni scoperti. G. Federov (1949) fu il primo a tentare di creare un sistema di classificazione e una topografia dei ritrovamenti scoperti fino ad allora, ma il suo lavoro appariva ancora confusionario e lacunoso. Nel 1981, Zenonas Duksa pubblicò uno studio completo sulle monete e sui lingotti che circolavano prima dell'avvento delle zecche sul modello dell'Europa occidentale. Sebbene da allora siano avvenute molte scoperte, il lavoro di Duksa rimane l'opera di riferimento principale relativa all'argomento. 
La moneta è conosciuta con una grande varietà di termini e non esiste un consenso uniforme tra i ricercatori su quale sia il più appropriato da utilizzare. Si riportano di seguito le principali espressioni adoperate:
- Ilgasis (plurale ilgieji): dalla parola lituana ilgas che significa "lungo";
- Kapa: da kopa, unità di misura pari a 60;
- Grivina: dal termine slavo grzywna;
- Rubli: dallo slavo "rublo", il mezzo rublo è noto anche come poltina;
- Izroj (Изрой): dall'iscrizione riscontrata su uno dei lingotti.

## Esempi precedenti
Nel IX secolo si sviluppò un'economia che basava come bene di scambio preferenziale prima e come valuta poi l'argento. Poiché non venivano coniate monete, i Vichinghi svilupparono un commercio basato sui lingotti perlopiù composti dall'elemento chimico sopraccitato. I primi lingotti d'argento utilizzati come moneta venivano lavorati nelle forge (kaltiniai lydiniai) ed essi circolarono dal X all'inizio del XII secolo, pur raggiungendo assai di rado la Lituania. Nel 1981, si contavano soltanto sette ritrovamenti di questi lingotti nel territorio della Lituania. L'archeologo Duksa ne ha identificato tre sottotipi, ovvero a spirale, a forma di lingotto sottile e a mo' di bracciale.
Il primo genere classificato è costituito da una sottile striscia d'argento avvolto tra le tre e le sette volte. Si tratta di oggetti di ottima fattura e decorati, ma ne se ne conosce un solo esempio rintracciato in Lituania (illustrazione: Duksa (1981), tavola XVIII). Non si sa quando e dove sia stato trovato il bracciale, ma è conservato al Museo nazionale della Lituania. La spirale conta 4 cerchi e mezzo, pesa 101,07 g e misura 5,8 cm di diametro. Risalenti al X secolo, questi oggetti risultano molto più comuni a Gotland, ma si trovano anche in Polonia, Germania (Schleswig-Holstein) e Finlandia.
Quelli a forma di lingotto sottile (žiediniai lydiniai) sono composti da strisce rettangolari d'argento più larghe (1-1,2 cm). Si tratta nella sostanza di un bastoncino dritto o di un piccolo tubo a spirale (illustrazione: Vaitkunskienė (1981), tavola 9). Di fattura grossolana e con chiari segni di forgiatura, non presentano decorazioni e si trovano più comunemente a Gotland, malgrado siano noti alcuni esempi ritrovati in Svezia meridionale, Polonia e Lettonia. Datati all'XI secolo, in Lituania sono stati scoperti in cinque località: Gudai, nel distretto di Mažeikiai (novembre 1938, sette campioni conservati in museo dal peso medio di 114 g), Įpiltis, nel distretto di Kretinga (1927 o prima, un campione dal peso di 101,65 g), Joniškis (1958, cinque campioni, dal peso di circa 102 g), Ramygala (1934 o prima, un campione oggi perduto dal peso di 92 g) e Ruseiniai, nel distretto di Kėdainiai (nel 1968-1969, un oggetto incompleto del peso di 84,35 g).
I lingotti a mo' di fascia (juostiniai lydiniai) sono molto simili a un braccialetto e se ne conosce un solo esempio riscontrato in Lituania (illustrazione: Vaitkunskienė (1981b), lastra LXXVI): si tratta di una striscia d'argento rettangolare che pesa 99,52 g e che è decorata esternamente con delle scanalature e alcuni piccoli rilievi. Fu rinvenuta nella tomba di un orafo a Graužiai, nel distretto di Kėdainiai, durante uno scavo archeologico di un campo di sepoltura che ebbe luogo nel 1938. Oggetti simili sono stati rinvenuti anche nell'Antica Prussia (Brodzikowo, Kiwity e Łążyn nell'attuale Polonia) e in Livonia (attuale Lettonia costiera). Non si conoscono altri esempi simile, motivo per cui gli archeologi ritengono che si tratti di un'invenzione locale baltica e risalente alla prima metà del XII secolo.

## Produzione di monete

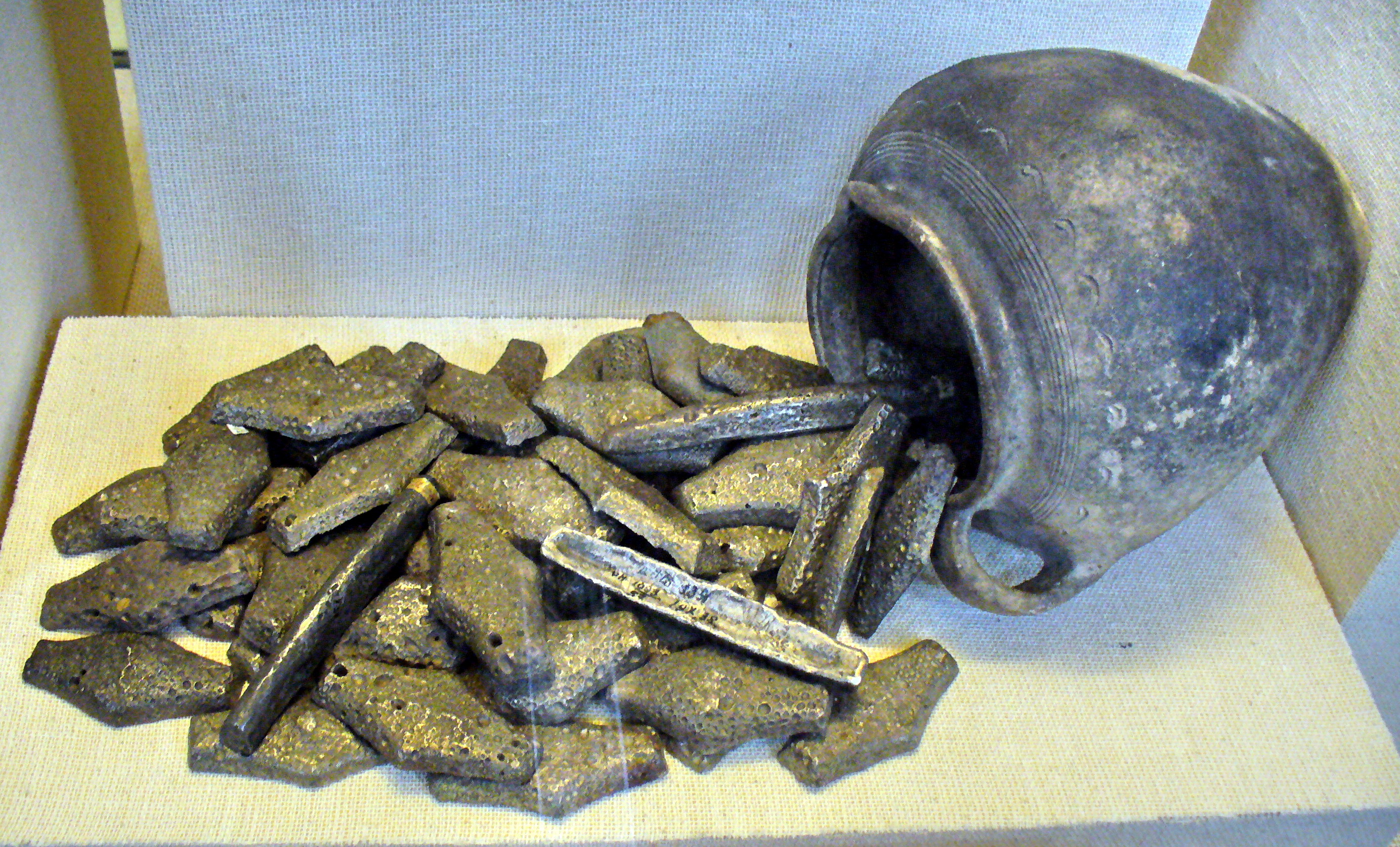
Un gruzzolo di grivna esagonali realizzati nella Rus' di Kiev e di grivna a forma di bastone di Novgorod (Museo statale di storia di Mosca)

I lingotti d'argento irregolari lavorati con la fusione circolarono dall'XI secolo all'inizio del XII secolo circa. In Lituania se ne conosce un solo esemplare compreso in questa categoria rinvenuto nel 1938 a Graužiai. Intorno alla seconda metà del XII secolo, le forniture di monete coniate in Europa occidentale si esaurirono e non vi fu alcun potere centralizzato in Europa orientale che potesse o sapesse occuparsi della coniazione di monete. In questa fase storica, nota come "periodo senza moneta", i mercanti necessitavano però comunque di un mezzo di scambio. Per supplire a quest'esigenza, si sviluppò quindi un sistema congegnato localmente di lingotti d'argento fusi. Benché l'argento venisse importato, in quanto non esistevano delle miniere attive nella regione (le
estrazioni avvenivano principalmente nell'Alto Harz, in Germania), i lingotti venivano fusi localmente. All'inizio si creava un modello in cera poi ricoperto di argilla e cotto in una fornace all'interno di una fossa di argilla o di sabbia. La cera si scioglieva, lasciando uno stampo per il lingotto, e l'argento fuso veniva versato nello stampo utilizzando una speciale paletta di argilla. Dopo il raffreddamento, lo stampo veniva rotto per rimuovere il lingotto. Alla luce di siffatta procedura, la maggior parte degli stampi trovava applicazione un'unica volta, malgrado siano noti esempi di lingotti fusi con il medesimo stampo. Per via di questa tecnica, gli archeologi non hanno mai scoperto forni o stampi, ma solo strumenti in argilla e recipienti per la colata.

### Pezzi semicircolari
Dei lingotti semicircolari, di gran lunga i più diffusi che si conoscono in ambito accademico, se ne contavano nel 1981 circa 800 pezzi (dal peso di circa 87 kg), rinvenuti in 40 località diverse (22 in Lituania, 5 in Lettonia, 5 nell'oblast' di Kaliningrad, 4 in Bielorussia, 2 in Russia, 1 in Ucraina e 1 in Polonia). Tutti i reperti portati alla luce in Lituania sono stati scoperti per caso, poiché solo nel 1985 sono stati trovati i primi lingotti scoperti durante uno scavo archeologico appositamente condotto per ricercarli a Kernavė. Da allora sono state compiute altre scoperte e con l'invenzione dei metal detector, oltre al conseguente aumento dell'archeologia illegale, quasi ogni anno si assiste a nuovi ritrovamenti, ma raramente perché condotti da gruppi archeologici. La più rilevante scoperta fu fatta da un contadino che stava arando i suoi campi a Ribiškės (oggi compresa nel comune di Vilnius) nel 1930. Molte delle monete vennero saccheggiate dagli abitanti del posto prima che Povilas Karmaza redigesse un inventario. In totale, se ne contavano circa 530 fusi semicircolari realizzati secondo gli schemi lavorativi della Lituania medievale, 9 nello stile di Novgorod e 19 grivna di Kiev per un peso complessivo di circa 60 kg.

### Pezzi con tre tagli
Il lingotto a tre tagli è un sottotipo raro e tipico dell'epoca tarda della moneta lunga lituana. Interi o tagliati a metà (queste ultime sono note anche come poltina), questi pezzi sono stati ritrovati a partire dal 1981 in sette diverse località comprese in un triangolo composto da un punto situato a Kaunas, uno situato tra Vilnius e Alytus e uno a Kretinga. In totale sono stati trovati 38 lingotti, di cui 5 interi e 33 tagliati a metà. Nel 2002, nel castello inferiore di Vilnius, è stata rinvenuta la metà di un lingotto a tre tagli. Nel 2010, 52 lingotti interi e 4 mezzi lingotti sono stati portati alla luce a Grigaičiai, vicino a Naujoji Vilnia. Nel 2004 e nel 2007, il Museo del Denaro della Banca di Lituania ha acquisito due metà di lingotti a tre tagli (le circostanze del loro ritrovamento restano ignote). Uno di essi è particolarmente interessante perché è contromarcato con quella che sembra essere una corona compresa all'interno di un bordo circolare a forma di corda. Nel 2002 e nel 2003 sono stati rinvenuti i primi lingotti a tre tagli al di fuori della Lituania, di cui 9 metà a Palačany (Палачаны) e 10 metà più uno completo a Litva (Літва), nel distretto di Maladzečna, in Bielorussia.

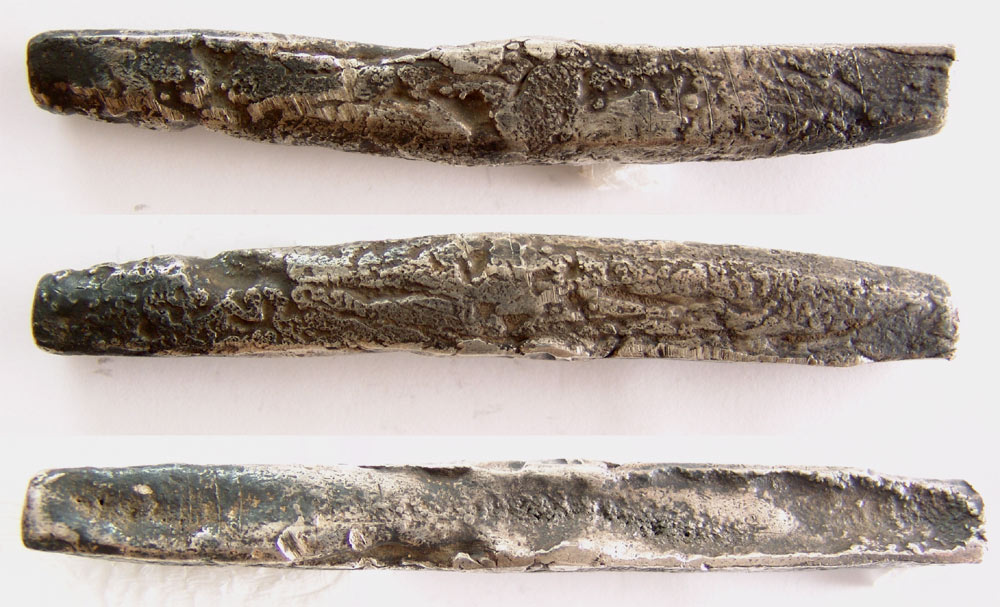
Le grivna di Novgorod a tre tagli, le quali presentano molte somiglianze con le controparti lituane

I lingotti a tre tagli si trovano più spesso insieme alle prime monete coniate nel Granducato di Lituania e ai grossi di Praga, ovvero delle monete che circolavano tra la fine del XIV e l'inizio del XV secolo. L'analisi chimica di tre di questi lingotti ha rivelato che si trattava di monete di qualità molto elevata (il contenuto d'argento è risultato tra il 97,4% e il 98,9%, con tracce di oro e rame). Il Museo del Denaro ha analizzato le due metà in suo possesso e ha ricostruito le percentuali d'argento presenti rilevandone, in termini percentuali, rispettivamente il 91,5% e il 97,7%. Uno studio del 2010 incentrato su un mezzo lingotto conservato in un museo locale di Kernavė ha svelato un contenuto d'argento pari al 97,05-97,11%. I ricercatori hanno ipotizzato che i lingotti a tre tagli abbiano fatto la loro comparsa a seguito di una riforma monetaria promulgata in risposta al declino della qualità dei lingotti semicircolari. Inoltre, è probabile che il peso fosse stato adeguato, con un totale lievemente superiore, ai grossi di Praga: per rendere un'idea, 50 grossi pesavano circa 189 g. È per tale ragione che lo storico Stephen Christopher Rowell ritiene che, all'epoca di Gediminas (1316 circa-1341), le monete avessero un peso pari a 108 grammi nelle versioni piccole e 196,2 in quelle grandi.
I lingotti a tre tagli presentano molte somiglianze con le grivna a tre tagli di Novgorod, ma l'archeologo Duksa ha individuato comunque tre differenze principali:
1. Peso: I lingotti triangolari lituani sono più leggeri (170,94-185,72 g) rispetto alle controparti di Novgorod (circa 190-200 g).
2. Forma: I lingotti lituani sono più spessi (1,8-2,1 cm in altezza) rispetto a quelli di Novgorod (1,2-1,7 cm).
3. Marcature: I lingotti lituani sono privi di tagli, timbri, incisioni o altre marcature.